# Chera av Winchester
Chera av Winchester, död 1244, var en judisk-engelsk bankir.
Hon var pengautlånare i Winchester, och drev sin verksamhet som kompanjon med sin son. Hon spelade en betydande roll inom stadens och Englands affärsvärld, och flera dokument är bevarade från hennes affärs- och domstolstransaktioner. Hon var svärmor till Belia av Winchester, som också var hennes affärspartner. Hon lånade ut pengar till kyrkan, präster och jordägare, och hennes transaktioner kan spåras i både Kent, Nottingham och Devon.